# 코메르츠방크 타워
코메르츠방크 타워(독일어: Commerzbank Tower)은 독일 헤센 프랑크푸르트에 있는, 1997년에 지어진 건물이다. 56층에 높이는 259m이다. 영문판 문서에 따르면 2016년부터 대한민국의 삼성그룹이 이 건물을 소유중이다. 이 건물은 현재 독일에서 가장 높은 건물이고, 완공 이후 2006년까지 유럽에서 가장 높은 건물이었으며, 완공 이후 유럽 연합에서 가장 높은 건물이었으나, 2013년 영국 런던에 더 샤드가 완공되면서 2위로 밀려났다. 그러나 2020년 영국이 유럽 연합을 탈퇴하면서 다시 유럽 연합에서 가장 높은 건물이 되었다가, 2021년 폴란드 바르샤바에 바르소가 완공되면서 다시 2위로 밀려났다.

## 같이 보기
- 독일의 마천루 목록